# Naor Bitton

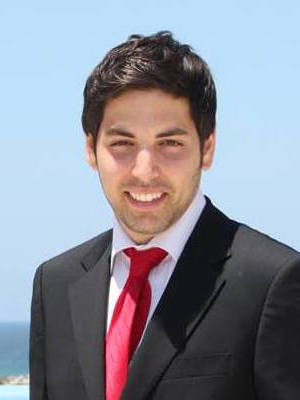
Naor R. Bitton

Naor Reuven Bitton es un activista político israelí y líder de la comunidad. Es un Fulbright Scholar y fue uno de los fundadores de la organización de defensa internacional Students Supporting Israel (SSI), que tiene decenas de grupos pro-Israel en los campus de EE. Y Canadá. 
Bitton publicó numerosos artículos de opinión sobre el Estado de Israel en los medios de comunicación estadounidenses e israelíes.
Actualmente se desempeña como Asesor Principal del Alcalde de la ciudad de Ashdod , Israel .

## Vida personal
Naor Bitton nació y creció en Ashdod. Después de terminar su servicio militar obligatorio en las Fuerzas de Defensa de Israel , fundó un grupo de jóvenes activistas llamado "Ashdod Mitoreret" (Ashdod despierta). Después de ser elegido para presidir el grupo, Bitton organizó y dirigió las manifestaciones de Ashdod, reclamando por un costo de vida más asequible para los jóvenes israelíes. Esas demostraciones fueron parte de las protestas israelíes de justicia social en 2011 . Durante las protestas, miles de residentes de Ashdod marcharon por toda la ciudad, mientras que Bitton y otros dos activistas crearon una "ciudad de tiendas de campaña" en uno de los parques de la misma.
Después de las protestas, Bitton pasó a estudiar una maestría en Políticas Públicas en los Estados Unidos, durante la cual hizo su pasantía como asesor del congresista Jared Polis (D) de Colorado, como también del asesor del gabinete del gobernador de Minnesota , Mark Dayton . [5]
Bitton representó al Estado de Israel en la Asamblea General de la ONU y en debates especiales con otros países .
Después de su graduación, Bitton hizo su pasantia y más tarde trabajó para la Misión de Israel en las Naciones Unidas como asesor del Embajador Ron Prosor . También representó a Israel en las discusiones de la Asamblea General y las deliberaciones de la ONU.
Bitton escribió múltiples artículos de opinión sobre Israel en los principales sitios de noticias y periódicos, entre ellos: el Jerusalem Post , Times of Israel , Star Tribune , Ynetnews , etc.

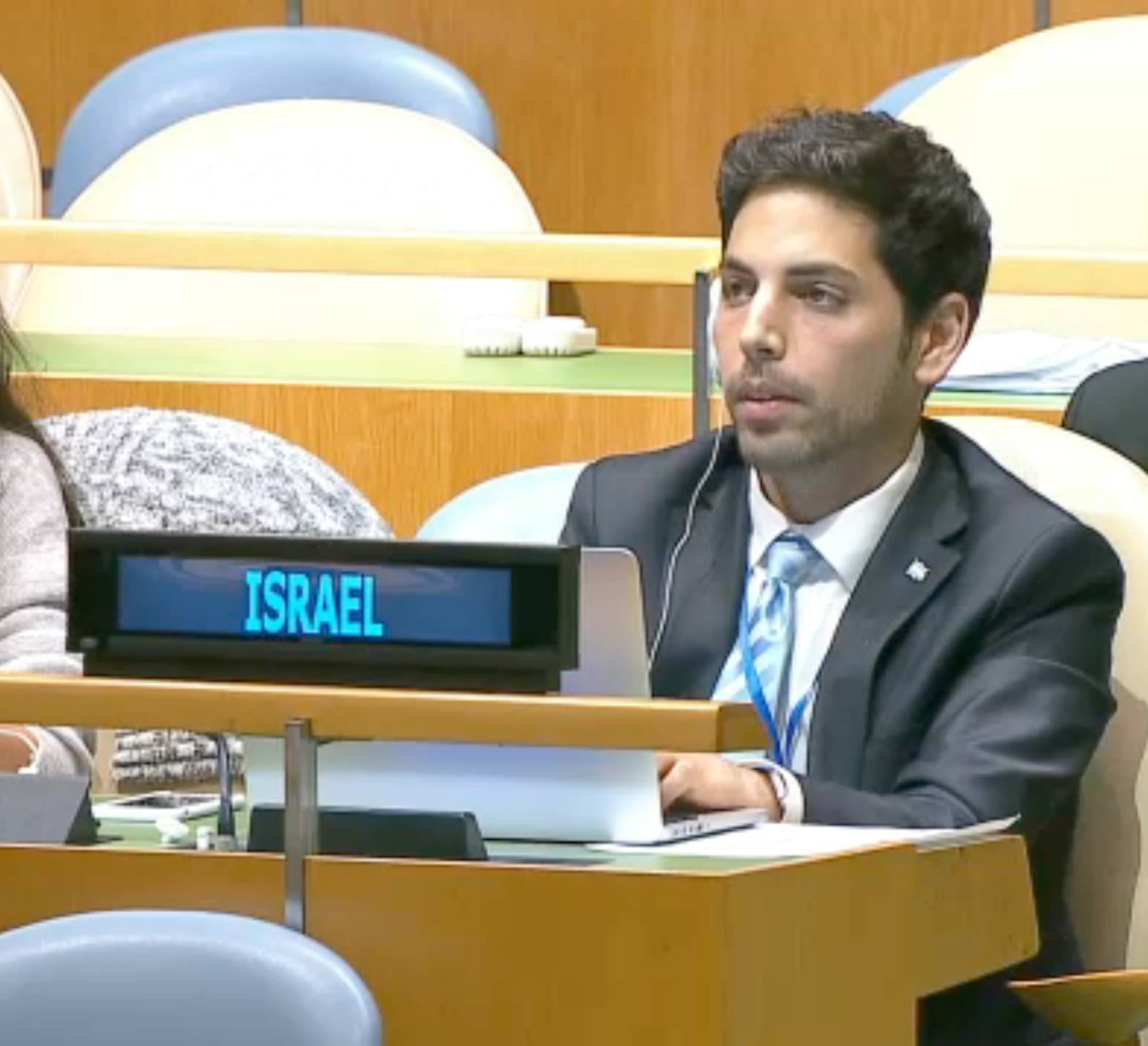
Naor R. Bitton

Él proviene de una familia de figuras artísticas e intelectuales muy conocidas. Bitton está relacionado con el poeta y ganador del Premio Israel Erez Bitton  y su tío es el comediante israelí Israel Katorza .

## Luchando contra el movimiento de boicot
Durante sus estudios en la Universidad de Minnesota, Bitton fue cofundador de Students Supporting Israel (SSI) junto con Ilan Sinelnikov y Valeria Chazin. SSI es una red de grupos pro-Israel que se unieron por un nombre y un liderazgo, por primera vez.
La organización se centra en la lucha contra la campaña BDS (boicot, desinversión y sanciones) contra Israel. Utilizando un enfoque de base SSI pudo aprobar múltiples resoluciones pro-Israel en los gobiernos estudiantiles.